# Les Fermiers généreux
Les Fermiers généreux est une association francophone à but non lucratif, créée officiellement en France en 2003.
Son but principal est de regrouper des bénévoles pour faire connaître certains projets de recherche médicale, à but non lucratif, qui utilisent les techniques de calculs
partagés et d'inciter les particuliers, les entreprises et les administrations à y participer.
Pour participer à un projet de calcul partagé, il faut installer un logiciel à télécharger gratuitement et avoir une connexion internet. Le programme travaille en tâche de fond et utilise les ressources inutilisées du processeur (5 à 10 % seulement sont exploitées par les utilisateurs).
Cette méthode de calcul permet d'effectuer des calculs d'une extrême complexité en ayant recours à une multitude d'ordinateurs personnels répartis dans le monde entier. Ainsi, les chercheurs ne sont pas obligés d'acquérir de super-ordinateurs dont le coût d'acquisition est très souvent au-delà de leur budget, mais ils disposent d'une capacité de calculs équivalente aux super-ordinateurs si des millions d'ordinateurs personnels participent au projet.
Deux projets retiennent l'attention des Fermiers généreux en particulier :
- Le projet « Folding@Home », mis en place en octobre 2000 par le professeur Vijay S. Pande de l'Université Stanford en Californie, et qui est sans doute le plus important projet au monde de calcul partagé consacré à la recherche médicale.
- Le projet « Help Cure Muscular Dystrophy » développé dans le cadre du programme Décrypthon 2 de l'AFM (Association française contre les myopathies) et du CNRS (Centre national de la recherche scientifique) qui étudie les interactions entre protéines, et notamment celles qui jouent un rôle dans les maladies neuromusculaires.

Les membres fondateurs des Fermiers Généreux veulent médiatiser ce mode d'aide à la recherche à laquelle toute personne disposant d'un ordinateur personnel peut participer.
Les recherches actuelles portent essentiellement sur des maladies neurodégénératives, c’est-à-dire qu’elles provoquent une dégradation des nerfs ou du cerveau comme Alzheimer, Parkinson, l'ostéogenèse imparfaite (ou maladie des os de verre), les Cancers (pour le projet Folding@Home) et les maladies neuromusculaires (pour Help Cure Muscular Dystrophy).